# Потыфаз
Потыфаз — село в Алагирском районе Республики Северная Осетия-Алания. Входит в состав Нарского сельского поселения.

## География
Село расположено на правом берегу реки Зруг в месте впадения её в реку Нар. Находится в 0,2 км к юго-западу от центра сельского поселения Нар.

## Население
| 2002 | 2010 | 2021 |
| ---- | ---- | ---- |
| 35   | ↘1   | ↗5   |